# Утрехтский Te Deum
Утрехтский Te Deum (англ. Utrecht Te Deum) — произведение Г. Ф. Генделя для четырёхголосного хора и оркестра на канонический латинский текст.
«Утрехтский Te Deum» создан композитором в Лондоне в 1713 году и представляет собой одно из двух его произведений (второе — «Jubilate Deo»), написанных по случаю заключения Утрехтского мирного договора.
Успех «Te Deum» и «Jubilate» был предопределён тем восхищением, с которым двор незадолго до этого принял ещё одно вокально-симфоническое произведение Генделя — «Оды на день рождения королевы Анны». Это обстоятельство способствовало исполнению «Te Deum» на торжественной церемонии 7 июля 1713 года в Соборе Святого Павла в присутствии парламента (притом, что по английскому законодательству при выборе музыки для официальных церемоний приоритет оставался за сочинениями английских авторов).
Сочинение впервые опубликовано в 1914 году.